# Lijst van resoluties van de Algemene Vergadering van de Verenigde Naties
Hieronder een lijst van resoluties van de Algemene Vergadering van de Verenigde Naties die op deze Nederlandstalige Wikipedia staan beschreven.

## 1946
Resolutie 1 van 24 januariOprichting van een commissie voor het probleem van de ontdekking van atoomenergie.
Resolutie 2 van 1 februariAanname van procedures inzake het gebruik van talen binnen de VN.
Resolutie 3 van 13 februariRiep landen op oorlogsmisdadigers op te pakken en uit te leveren.

## 1947
Resolutie 181 van 29 novemberCreatie van een Arabische én een Joodse staat in Palestina.

## 1948
Resolutie 217 van 10 decemberUniversele Verklaring van de Rechten van de Mens.
Resolutie 194 van 11 decemberHeilige plaatsen in Israël, Jeruzalem en de terugkeer van vluchtelingen.

## 1949
Resolutie 303 van 9 decemberJeruzalem onder controle van de Verenigde Naties brengen.

## 1950
Resolutie 377 van 3 novemberMaakte het mogelijk een kwestie naar de Algemene Vergadering te verwijzen als men het niet eens raakte.

## 1956
Resolutie 1001 van 7 novemberKeurde het plan van de secretaris-generaal voor de UNEF I-vredesmacht in de Sinaï goed.

## 1959
Resolutie 1353 van 21 oktoberRiep op tot respect voor de rechten van de Tibetanen.

## 1961
Resolutie 1723 van 20 decemberRiep op tot respect voor de rechten van de Tibetanen.

## 1965
Resolutie 2065 van 16 decemberRiep op tot het oplossen van het soevereiniteitsgeschil over de Falklandeilanden, rekening houdend met de belangen van de eilandbewoners.
Resolutie 2079 van 18 decemberRiep op tot respect voor de rechten van de Tibetanen.

## 1974
Resolutie 3212 van 1 novemberVroeg de terugtrekking van buitenlandse troepen in Cyprus.
Resolutie 3263 van 9 decemberSteunde een kernwapenvrije zone in het Midden-Oosten.
Resolutie 3314 van 14 decemberDefinieerde "agressie".

## 1975
Resolutie 3379 van 10 novemberZionisme is een vorm van racisme en discriminatie.

## 1985
Resolutie 40/61 van 9 decemberVroeg dat landen maatregelen namen tegen terrorisme.

## 1991
Resolutie 46/86 van 16 decemberTrok resolutie 3379 weer in.

## 1993
Resolutie 48/104 van 20 decemberVerklaring inzake de uitbanning van geweld tegen vrouwen.
Resolutie 48/141 van 20 decemberHoge Commissaris voor de bevordering en bescherming van alle mensenrechten

## 2000
Resolutie 55/25 van 15 novemberGoedkeuring van het VN-verdrag tegen grensoverschrijdende georganiseerde misdaad

## 2001
Resolutie 56/220 van 21 decemberOproep voor noodhulp en wederopbouw van Afghanistan.

## 2006
Resolutie 60/288 van 8 septemberNam een "globale strategie tegen terrorisme" aan.

## 2012
Resolutie 67/19 van 29 novemberVerhoogde de status van Palestina tot waarnemerstaat niet-lid.

## 2014
Resolutie 68/262 van 27 maartVerklaarde een in de Krim gehouden volksraadpleging over de status van het gebied ongeldig.

## 2017
Resolutie ES-10/19 van 21 decemberDe status quo van Jeruzalem behouden.

## 2019
Resolutie 73/295 van 22 meiHet Verenigd Koninkrijk moet de Chagosarchipel overdragen aan Mauritius.

## 2024
Resolutie ES-10/24 van 18 septemberEiste dat Israël zich binnen het jaar zou terugtrekken uit de bezette Palestijnse gebieden.